# Nicole Riche
Nicole Riche, de son vrai nom Nicole Rischmann, est une actrice française née le 1er novembre 1925 à Villeneuve-le-Roi et morte le 26 mai 1990 à Boulogne-Billancourt.
Après une carrière au cinéma dans les années 1940-1950, elle est devenue l'une des grandes voix du doublage français, et notamment celle de Shirley MacLaine.

## Théâtre
- 1945 : Rebecca de Daphne du Maurier, mise en scène Jean Wall, théâtre de Paris
- 1947 : L'Extravagante Théodora de Jean de Létraz, mise en scène de l'auteur, théâtre des Capucines
- 1950 : Pas d'orchidées pour miss Blandish de James Hadley Chase, adaptation de Marcel Duhamel et Éliane Charles, mise en scène d'Alexandre Dundas, théâtre du Grand-Guignol

## Filmographie
- 1947 : Le silence est d'or de René Clair
- 1947 : Monsieur Vincent de Maurice Cloche
- 1947 : Le Village de la colère de Raoul André
- 1948 : Mort ou vif de Jean Tedesco
- 1951 : Garou-Garou, le passe-muraille de Jean Boyer
- 1953 : Le Chasseur de chez Maxim's d'Henri Diamant-Berger
- 1953 : Les Compagnes de la nuit de Ralph Habib
- 1954 : La Reine Margot de Jean Dréville
- 1955 : Nana de Christian-Jaque
- 1958 :  Premier mai de Luis Saslavsky

## Doublage
Note : Les dates inscrites en italique correspondent aux sorties initiales des films dont Nicole Riche a assuré le redoublage ou le doublage tardif.

### Cinéma
- Shirley MacLaine dans :
  - Comme un torrent (1958) : Ginnie Moorehead
  - En lettres de feu (1959) : Sharon Kensington
  - La Garçonnière (1960) : Fran Kubelik
  - La Rumeur (1961) : Martha Dobie
  - Il a suffi d'une nuit (1961) : Katie Robbins
  - Deux sur la balançoire (1962) : Gittel « Mosca » Moscawitz
  - Irma la Douce (1963) : Irma la Douce
  - Madame Croque-maris (1964) : Louisa May Foster
  - La Rolls-Royce jaune (1964) : Mae Jenkins
  - Sierra torride (1970) : sœur Sara
  - Bienvenue, mister Chance (1979) : Eve Rand
- Barbara Nichols dans :
  - Le Roi et Quatre Reines (1956) : Birdie
  - Jerry chez les cinoques (1964) : Miss Marlowe
- 1939[2] : Autant en emporte le vent  : Carreen O'Hara (Ann Rutherford)
- 1945 : Aladin et la Lampe merveilleuse : le Génie (Evelyn Keyes)
- 1952 : L'Affaire de Trinidad  : Veronica Huebling (Valerie Bettis)
- 1952 : Chantons sous la pluie  : Kathy Selden (Debbie Reynolds)
- 1955 : Le Général du Diable  : Waltraut Mohrungen dite « Pützchen » (Eva Ingeborg Scholz)
- 1955 : La Peau d'un autre : Ivy Conrad (Janet Leigh)
- 1955 : Le Tendre Piège  : Helen (Carolyn Jones)
- 1956 : Viva Las Vegas : Kelly Donavan (Cara Williams)
- 1957 : La Belle et le Corsaire : la Marquise de Gredon (Fanny Landini)
- 1958 : La Proie des vautours : Margaret Fitch (Kipp Hamilton)
- 1959 : Soudain l’été dernier : Grace Holly (Mercedes McCambridge)
- 1959 : Trahison à Athènes : Maria Tassos (Jackie Jocelyn)
- 1960 : Pollyanna : Nancy Furman (Nancy Olson)
- 1961 : La Fièvre dans le sang : Ginny Stamper, la sœur de Bud, extravertie et rebelle (Barbara Loden)
- 1963 : Une certaine rencontre : Barbie (Edie Adams)
- 1964 : Mary Poppins : Winifred Banks (Glynis Johns)
- 1964 : Les Sept Voleurs de Chicago : Marian Stevens (Barbara Rush)
- 1964 : Grand méchant loup appelle : Catherine Freneau (Leslie Caron)
- 1968 : Le Baiser papillon : Joyce (Joyce Van Patten)
- 1970 : Les Tueurs de la lune de miel : Doris (Ann Harris)

### Films d'animation
- 1970 : Les Aristochats : Amelia